# Birra Moretti
A Birra Moretti Olaszország egyik legismertebb söre. Nevét a sörgyár alapítójáról, Luigi Morettiről kapta.

## Története
A kereskedőcsaládból származó, akkor 37 éves Luigi Moretti 1859-ben alapította meg első sörfőzdéjét, pontosabban „jég- és sörgyárát” az abban az időben a Lombard–Velencei Királysághoz tartozó Udinében, majd egy évnyi kísérletezés után, 1860-ban készült el az első üveg kereskedelmi forgalomba hozott Birra Moretti. Eleinte csak a környéken jelentkező igény kielégítésére elegendő, évi 2500 hektoliteres kapacitással működtek, de a tulajdonos már a kezdetektől fogva kereste a terjeszkedés lehetőségeit. 1903-ban egy regionális kiállításon egy hatalmas söröskorsót formázó pavilonban mutatkoztak be, és el is nyerték a kiállítás aranyérmét.
1942-ben a gyárat már Lao Menazzi Moretti vezette, aki fényképészettel is foglalkozott: a városhoz közeli Tricesimóban, a Boschetti vendéglőben véletlenül bukkant rá egy ismeretlen, nagy bajszú férfira, aki (egy korsó sörért) engedte magát lefényképeztetni egy korsó sörrel, és akiből ettől kezdve a sör azóta is ismert arca, a "Buffone Moretti" lett. A háború után az ő képe jelent meg a sör plakátjain, sőt, a címkéin is, a későbbi reklámokban pedig számos színész, köztük Marcello Tusco és Orso Maria Guerrini is megszemélyesítette őt. Más források szerint viszont ez csak legenda, és az eredeti fotót valójában  Erika Groth-Schachtenberger bajor fotográfus készítette 1939-ben Innsbruck közelében egy faluban. A kép felhasználási jogáért az 50-es években vita is folyt, és a peres eljárásban a bajor fotográfusnőnek adtak igazat.
1968-ban új főzdét létesítettek az abruzzói Popoliban, amely később a Dreher tulajdonába került. Az 1980-as években Potenza megyében, Balvanóban is nyitottak egy üzemet, de ezt 1999-ben megvette a Società Tarricone. A Birra Moretti márka egészen 1989-ig maradt az alapító család tulajdonában, de ekkor felvásárolta a kanadai Labatt, majd hat év múlva a belga Interbrew, 1996-ban pedig mai tulajdonosához, a Heinekenhez került.
1992-ben bezárták az eredeti udinei gyárat, helyette a közeli San Giorgio di Nogaróban folytatódott a termelés. Később ezt is bezárták, és azóta a Birra Morettit a Heineken négy olasz gyárában, Asseminiben, Comun Nuovóban, Massafrában és Polleinben állítják elő.
2004-re az eredeti Birra Moretti lett Olaszország legnagyobb mennyiségben eladott lager típusú söre, de emellett még 40 más országba is exportálták, a termelés elérte az évi 2 millió hektolitert. A 21. század elején számos nemzetközi szervezet díjazta a sör különféle változatait, többnyire bronz- és ezüstérmekkel, de néhány aranyat is kaptak. 2014-ben jelent meg a Moretti Radler, egy évvel később pedig a regionális változatok.

## Fajtái
Eredetileg csak egyféle Birra Moretti létezett, de az idő múlásával számos típusát hozták létre:
| Név               | Típus               | Alkohol | Erjesztés | Szín                             | Ajánlott hőmérséklet |
| ----------------- | ------------------- | ------- | --------- | -------------------------------- | -------------------- |
| Ricetta Originale | lager               | 4,6%    | alsó      | szalmasárga                      | 3 °C                 |
| La Bianca         | weiss               | 5%      | felső     | világos, zavaros                 | 6–8 °C               |
| Baffo D'Oro       | lager               | 4,8%    | alsó      | élénk arany                      | 3 °C                 |
| Doppio Malto      | ale                 | 7%      | felső     | arany                            | 8–10 °C              |
| La Rossa          | dupla malátás       | 7,2%    | alsó      | borostyán                        | 3 °C                 |
| Alla Pugliese     | lager               | 5,6%    | alsó      | aranysárga                       | 3–6 °C               |
| Alla Lucana       | lager               | 5,8%    | alsó      | borostyán                        | 3–6 °C               |
| Alla Friulana     | lager               | 5,9%    | alsó      | világos, szalmasárga             | 3–6 °C               |
| Alla Siciliana    | lager               | 5,8%    | alsó      | tiszta                           | 3–6 °C               |
| Alla Piemontese   | lager               | 5,5%    | alsó      | enyhén borostyános               | 3–6 °C               |
| Alla Toscana      | lager               | 5,6%    | alsó      | aranysárga                       | 3–6 °C               |
| Lunga Maturazione | ale                 | 7%      | felső     | arany, tiszta                    | 8–10 °C              |
| Grand Cru         | ale                 | 6,8%    | felső     | borostyán, narancsos árnyalattal | 8–10 °C              |
| Grani Antichi     | ale                 | 8%      | felső     | borostyán                        | 8–10 °C              |
| Limone            | radler              | 2%      | alsó      | szalmasárga                      | 3 °C                 |
| Chinotto          | radler              | 2%      | alsó      | borostyán                        | 3 °C                 |
| Gazzosa           | radler              | 2%      | alsó      | szalmasárga                      | 3 °C                 |
| Zero              | alkoholmentes lager | <0,05%  | alsó      | világos                          | 3 °C                 |

## A Birra Moretti a futballban
1997 és 2008 között tizenkét alkalommal rendezték meg a Trofeo Birra Moretti nevű labdarúgótornát, ahol minden évben 3 csapat küzdött meg egymással (45 perces mérkőzéseken) a trófeáért.

## Képek

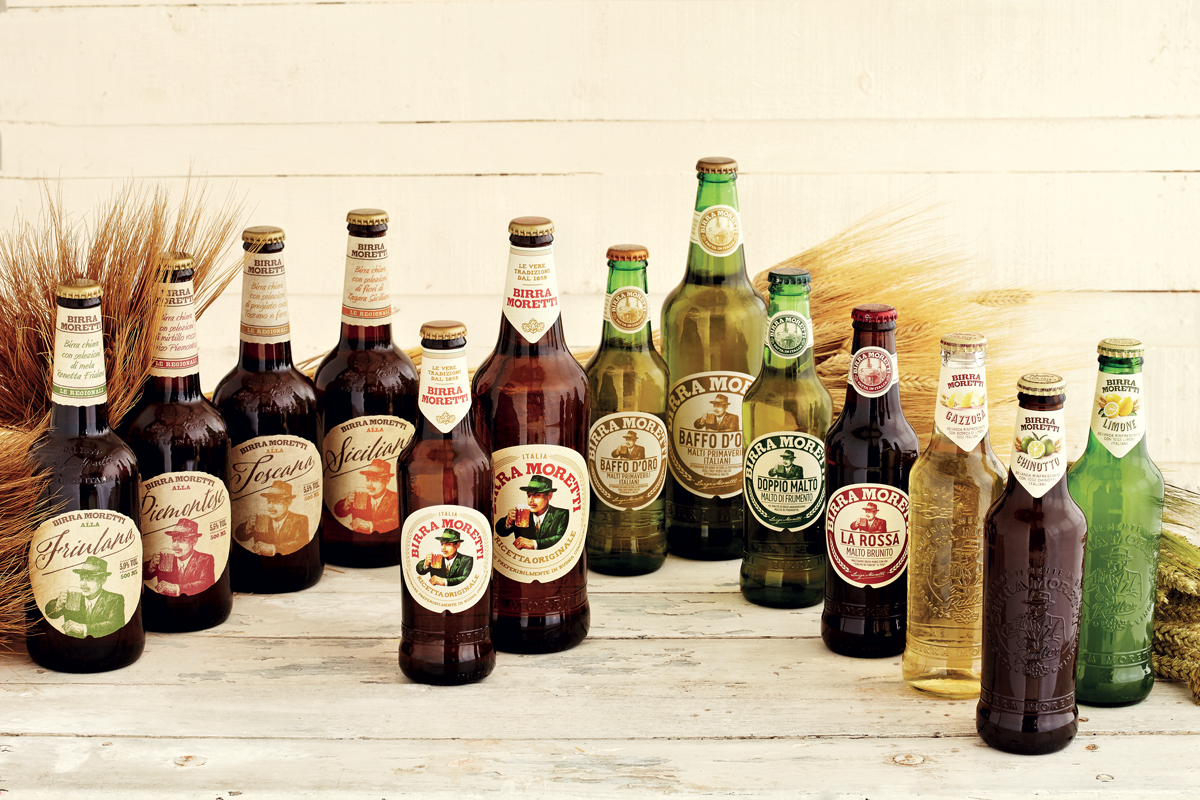
Különféle Birra Moretti-termékek
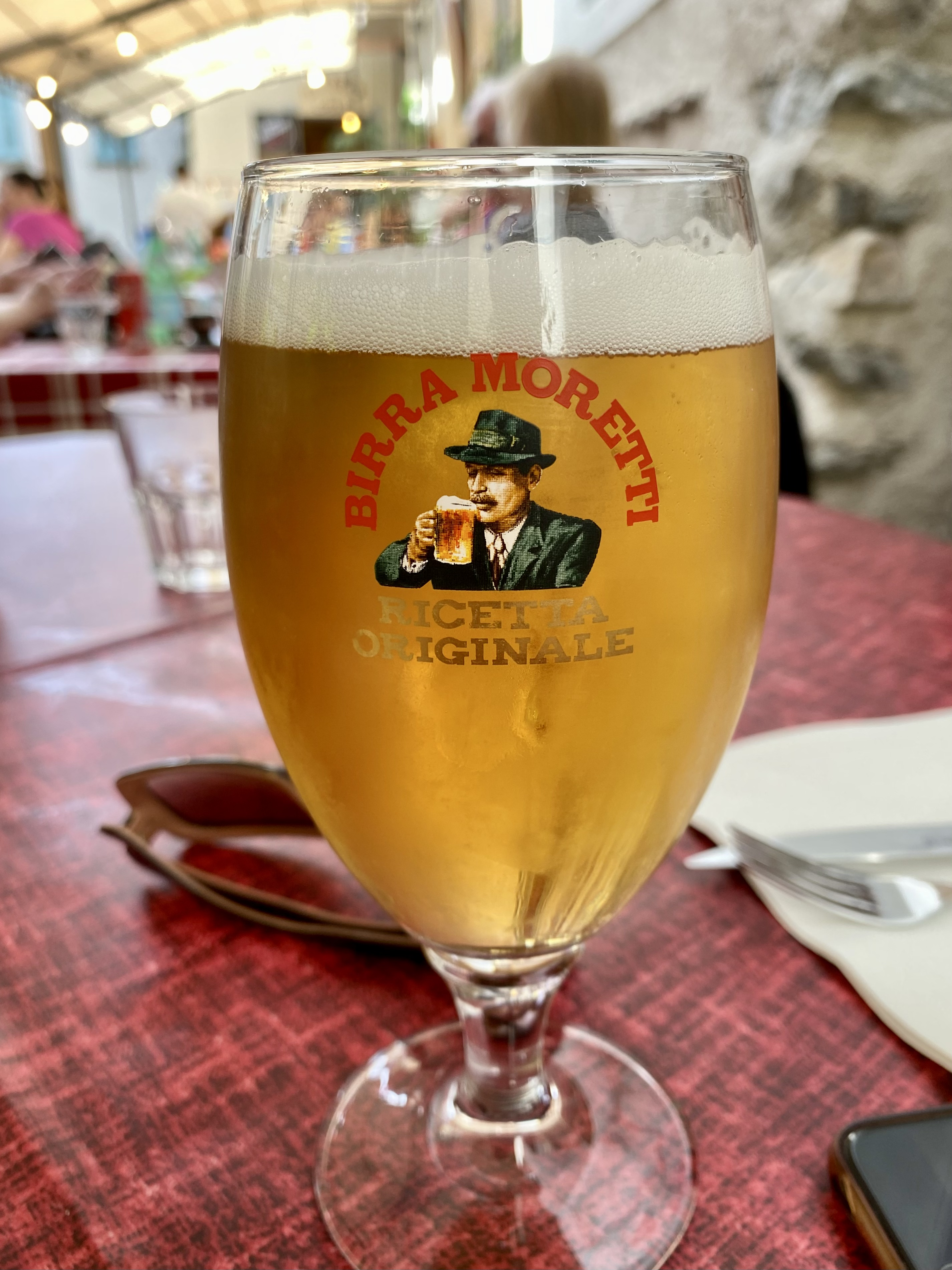
Pohárban
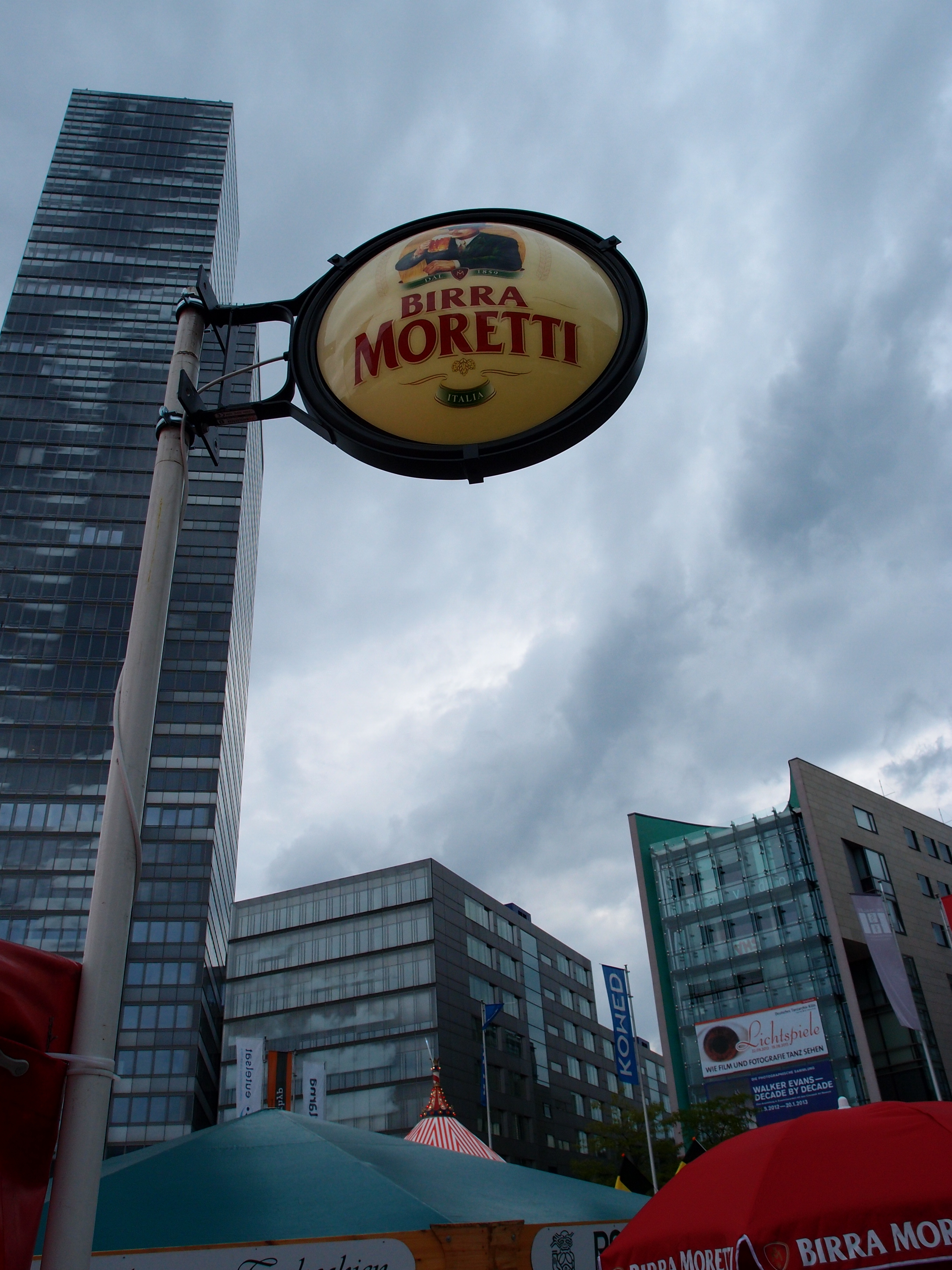
Reklámtábla
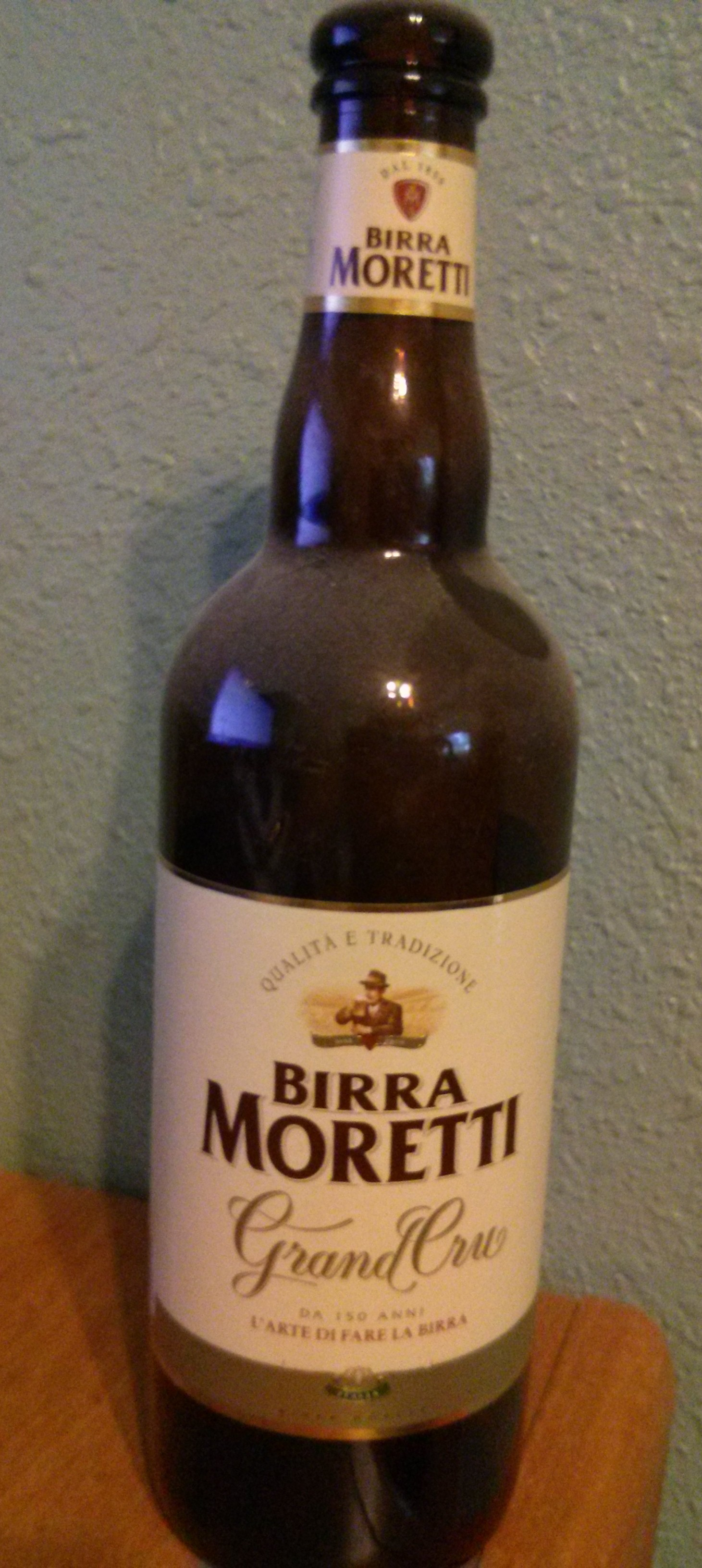
Egy üveg Birra Moretti Grand Cru